# Rue Carnot (Stains)
Pour l’article homonyme, voir Rue Carnot.
La rue Carnot est une voie du centre historique de Stains.

## Situation et accès

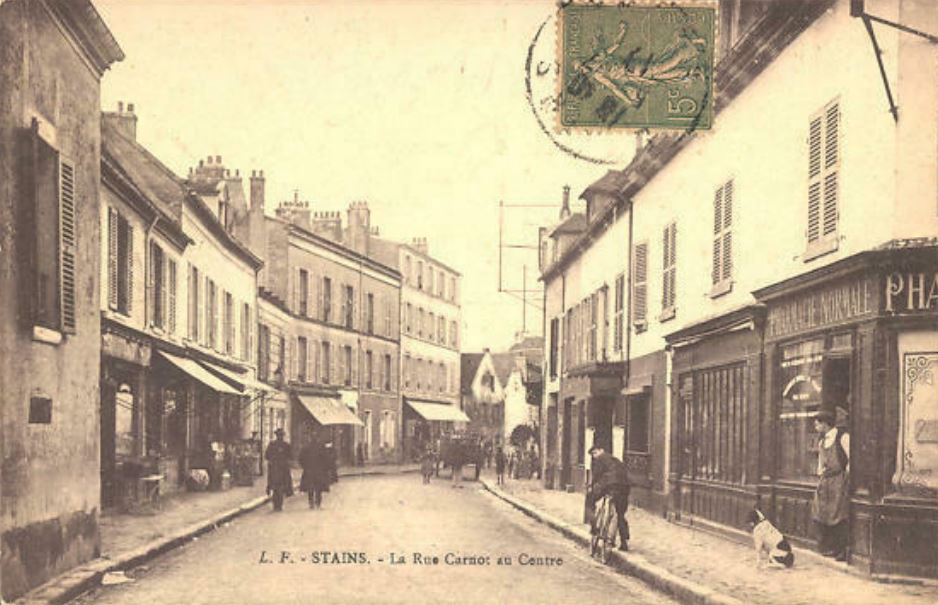
La rue Carnot, vers 1900.

Cette rue au tracé curviligne est probablement une des plus anciennes de la ville. Orientée du nord au sud, elle rencontre notamment le carrefour de la rue Jean-Durand et de la rue du Repos. Elle se termine place Henri-Barbusse, où convergent l'avenue Marcel-Cachin, l'avenue Louis-Bordes, le boulevard Maxime-Gorki et l'avenue Paul-Vaillant-Couturier.
Elle est desservie par la gare de Stains-La Cerisaie.

## Origine du nom

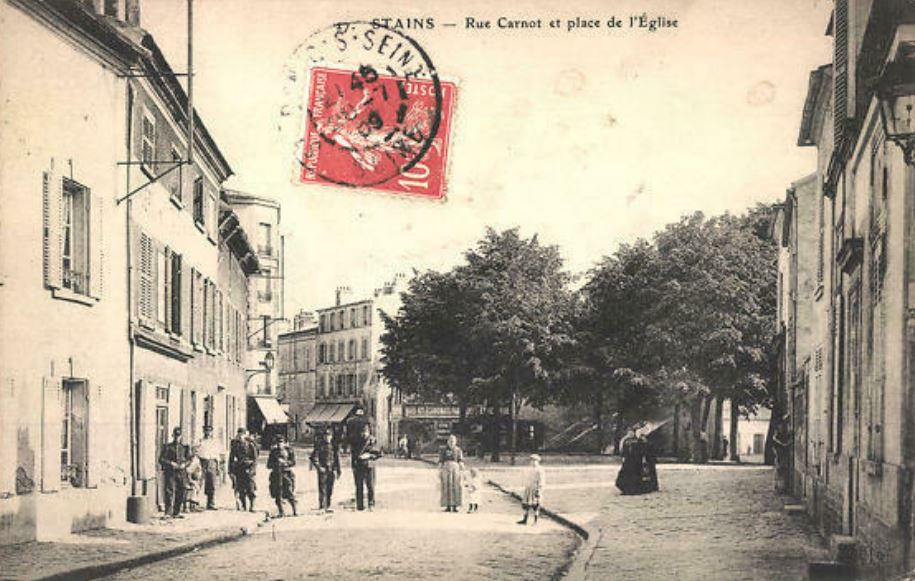
Rue Carnot et place de l'église.

Par délibération du conseil municipal au 21 juillet 1894, elle porte le nom de l'homme politique Sadi Carnot (1837-1894), qui fut Président de la République française de 1887 à 1894.

## Historique

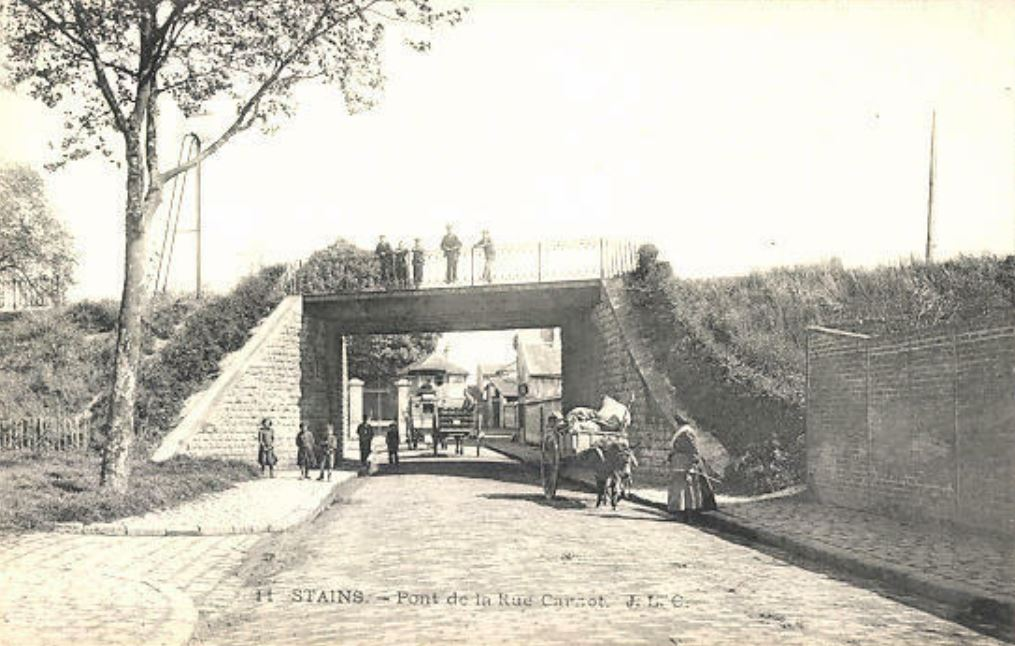
Pont ferroviaire de la rue Carnot.

Lors du lotissement du parc du château de Stains, cette voie de communication était encore la Grande Rue, nom qui s'étendait à l'avenue Louis-Bordes.
Sa partie nord s'appelle maintenant avenue Marcel-Cachin.
Le 24 mars 1918, durant la première Guerre mondiale, le no 76 rue Carnot est touché lors d'un raid effectué par des avions allemands.

## Bâtiments remarquables et lieux de mémoire

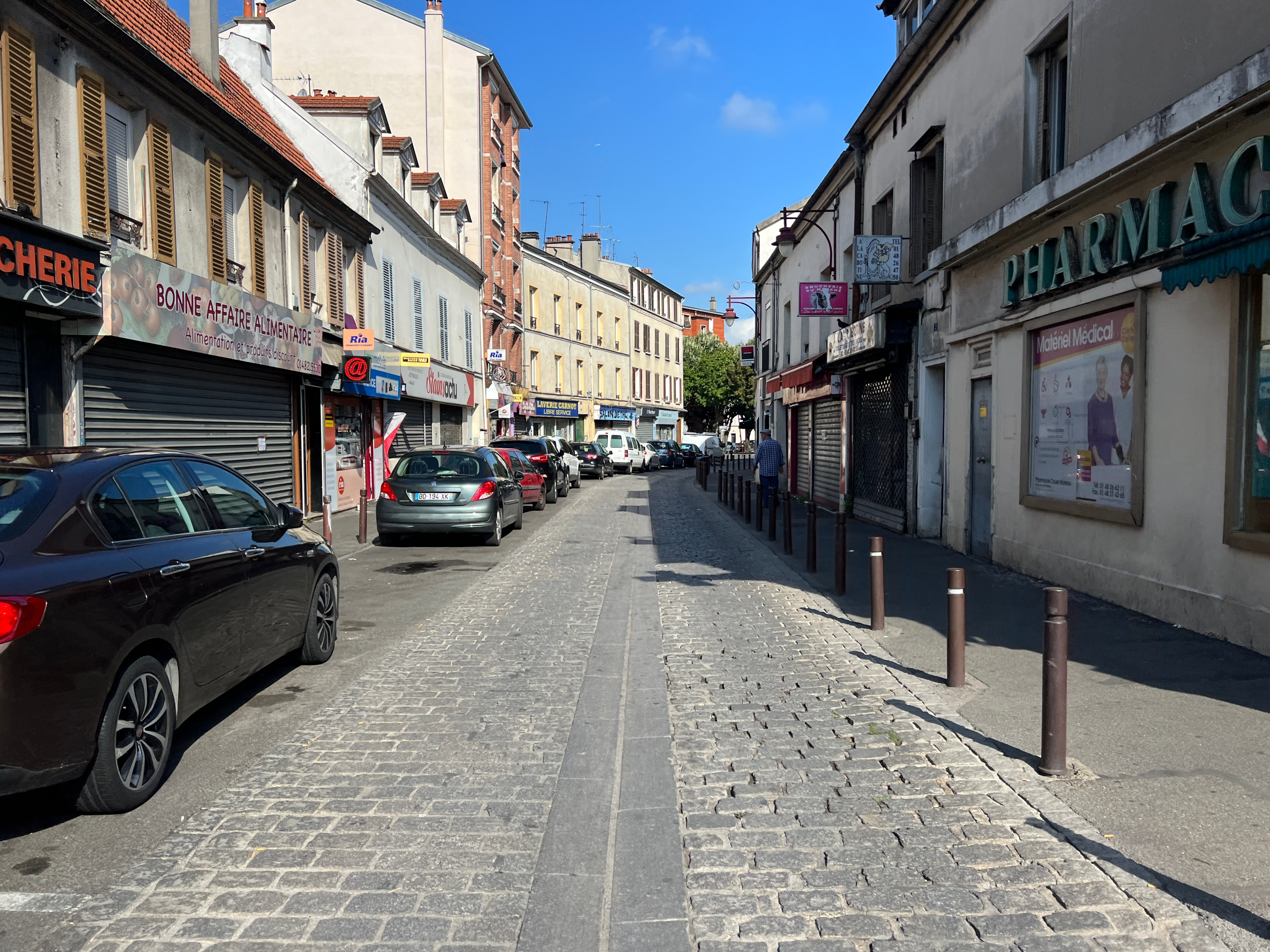
La rue en août 2022.

- Église Notre-Dame-de-l'Assomption de Stains. En face de cette église se trouvait, sur une petite place, un puits artésien.
- Ancien château de Stains, gravement endommagé pendant la Guerre franco-allemande de 1870[5]. Le portail de style rococo, attribué à René Douin autour de 1740, en est toujours visible à l'angle de l'avenue Marcel-Cachin[6].
- Hôtel de ville de Stains.
- Studio-Théâtre de Stains.